# Куприянов, Георгий Алексеевич
Гео́ргий Алексе́евич Куприя́нов (15 декабря 1924, Москва — 19 января 2021, там же) — советский оператор игрового кино, фотохудожник.

## Биография
Родился в Москве в семье художника, проживавшей в Замоскворечье.
В детстве в подарок от отца получил фотоаппарат «Фотокор № 1», именно с его помощью в дальнейшем создавал книжки-игрушки «Пудель», «Колобок», книжки-раскраски, фотографировал для открыток собственноручно изготовленных кукол.
С августа 1942 года и до окончания войны — в Красной армии. В звании младшего сержанта служил радистом в 282-м миномётном полку 32-й отдельной миномётной бригады РГК.
В 1952 году окончил кинооператорский факультет ВГИКа, (мастерская А. Д. Головни), до 1953 года работал ассистентом на кафедре операторского мастерства во ВГИКе.
С 1953 года — на киностудии «Мосфильм», сперва ассистент оператора, затем второй оператор и оператор комбинированных съёмок на картине «К Чёрному морю» (1957). Автор сюжетов для сатирического киножурнала «Фитиль».
В 1966 году тарифицирован оператором-постановщиком.
В 2019 году утвердил переиздание своих фотоиллюстраций в формате книги для детей «Старушка и Пёс», для которых был написан текст в стихах режиссёром и поэтом Анастасией Лавровой.

В 2021 году проект издания книги был успешно реализован с помощью краудфандинговой платформы.
Скончался 19 января 2021 года. Похоронен рядом с родителями и братом на Новодевичьем кладбище Москвы (место 3—44—2).

### Семья
Отец — Алексей Павлович Куприянов (1896—1939), художник; мать — Людмила Георгиевна Куприянова (1900—2005), певица хора Московской филармонии в 1930-х годах; младший брат — Сергей Куприянов (1928—2017), художник.

## Фильмография
- 1956 — Честное слово (короткометражный)
- 1961 — Ночной пассажир
- 1964 — Женитьба Бальзаминова
- 1966 — Дядюшкин сон
- 1967 — Николай Бауман
- 1971 — Джентльмены удачи
- 1973 — Чёрный принц
- 1974 — Кыш и Двапортфеля
- 1976 — Додумался, поздравляю!
- 1977 — Левый поворот (короткометражный)
- 1978 — Кот в мешке
- 1982 — Смерть на взлёте

## Награды
- медаль «За боевые заслуги» (1 мая 1944)[12];
- медаль «За победу над Германией в Великой Отечественной войне 1941—1945 гг.» (1946)[9];
- орден Отечественной войны II степени (6 апреля 1985)[13];
- юбилейная медаль «Сорок лет Победы в Великой Отечественной войне 1941—1945 гг.» (1985)[9].